# Zweiter Indisch-Pakistanischer Krieg

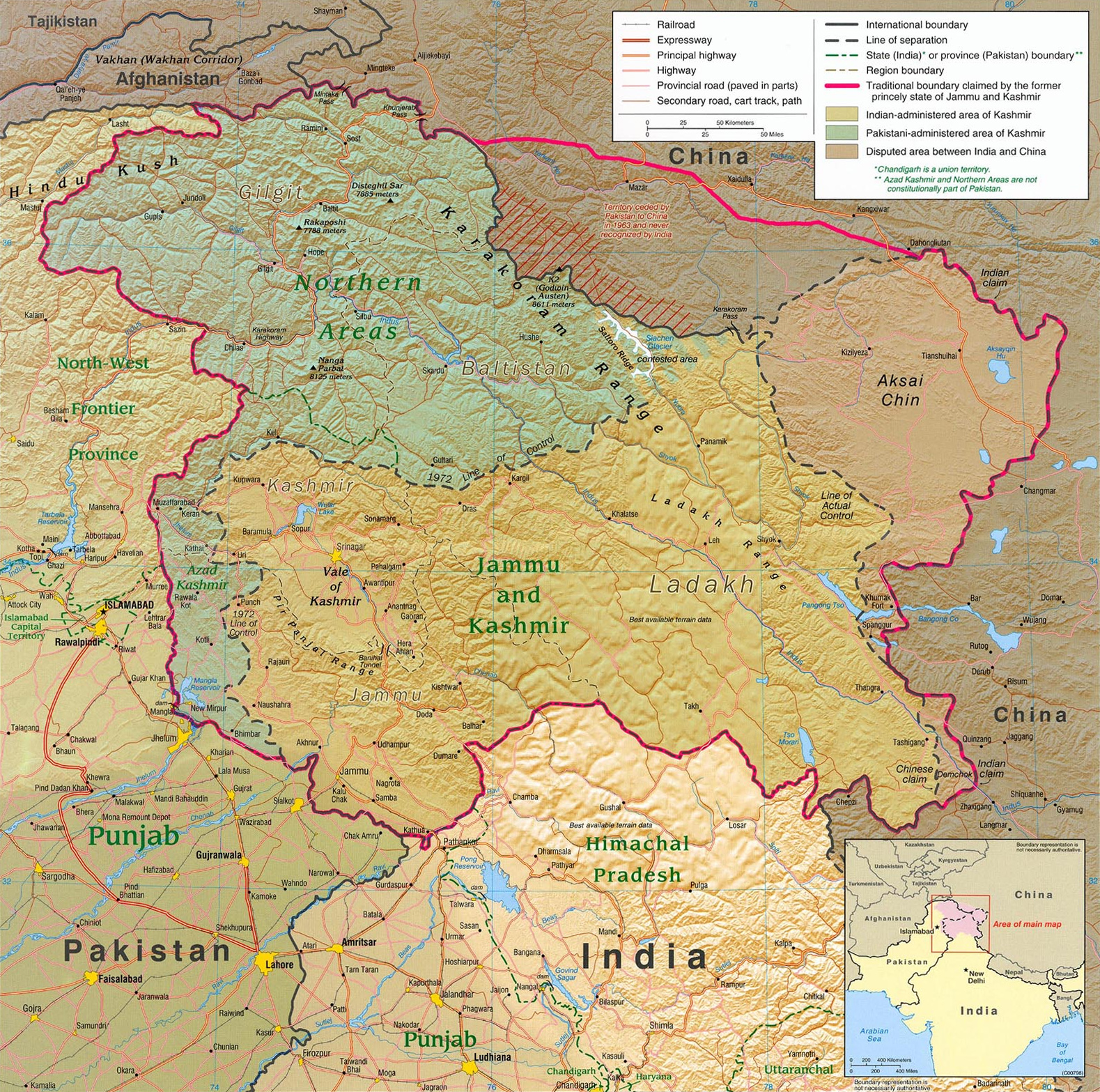
Karte von Kaschmir

Der Zweite Indisch-Pakistanische Krieg, auch Zweiter Kaschmirkrieg, wurde von August bis September 1965 zwischen Indien und Pakistan um die von beiden Seiten beanspruchte Region Kaschmir geführt. Ihm gingen von April bis Juli 1965 einige Scharmützel um das ebenfalls umstrittene Sumpfgebiet des Rann von Kachchh im südlichen Abschnitt der indisch-pakistanischen Grenze voraus. Der Krieg endete mit der Wiederherstellung des Vorkriegsstandes (status quo ante bellum).

## Ursachen
Angesichts US-amerikanischer Unterstützung in Form von Waffenlieferungen, der besseren technischen Ausrüstung der pakistanischen Streitkräfte und der Niederlage Indiens im Indisch-Chinesischen Krieg von 1962 glaubten pro-pakistanische Mudschahedin eine vermeintliche Schwäche Indiens ausnutzen zu können, um die seit 1947 und dem Ersten Indisch-Pakistanischen Krieg ungeklärte Kaschmirfrage für sich entscheiden zu können. Verschärft wurde die Lage durch die fortschreitende Eingliederung von Jammu und Kashmir als indischer Bundesstaat.
Zunächst führten jedoch Grenzstreitigkeiten im unfruchtbaren und nahezu menschenleeren Salzsumpfgebiet des Rann von Kachchh, wo unter anderem Erdölvorkommen vermutet wurden, zu militärischen Auseinandersetzungen. Der ungeklärte Grenzverlauf geht auf einen Streit zwischen dem ehemaligen Fürstenstaat Kachchh, der 1947 Indien beitrat, und der ehemaligen britisch-indischen Provinz Sindh, heute eine der Provinzen Pakistans, zurück. Da der Salzsumpf in der Monsunzeit fast vollständig überflutet wird, forderte die britische Kolonialverwaltung die Verlegung der Grenze in die Mitte des Sees, wie bei Gewässern international üblich. Kachchh lehnte dies jedoch kategorisch ab. Die ungelöste Grenzfrage vererbte sich auf Indien und Pakistan.

## Krieg im Rann von Kachchh
Ab Januar 1965 kam es zwischen den Grenzschutztruppen beider Staaten zu vereinzelten Scharmützeln im Rann von Kachchh, die sich im April zu einem regional begrenzten Krieg ausweiteten. In mehreren Gefechten, die insgesamt mindestens 450 Tote forderten, konnte sich Pakistan behaupten. Ein vom britischen Premierminister Harold Wilson vermittelter Waffenstillstand beendete die Auseinandersetzung am 1. Juli 1965. Großbritannien vermittelte auch die Verhandlungen über die Grenzneuziehung ab 1966. 1968 wurde Pakistan ein 900 km² großer Anteil am Rann von Kachchh zugesprochen, weit weniger als die ursprünglich geforderten 3500 km².

## Krieg in Kaschmir
Im Sommer 1965 drangen pro-pakistanische Mudschahedin auf das Gebiet des indischen Bundesstaats Jammu und Kashmir vor. General Ayub Khan setzte später in einem als „Operation Gibraltar“ bekannten Plan auf eine Infiltrierung des indischen Teils Kaschmirs und eine Revolte der muslimischen Bevölkerung. Ab dem 5. August kam es zu Gefechten zwischen Mudschahedin und indischen Sicherheitskräften. Die Situation eskalierte, so dass am 15. August indische Truppen die 1949 festgelegte Waffenstillstandslinie in Kaschmir überquerten und in den pakistanisch verwalteten Teil der Region vorstießen. Während Indien im pakistanischen Teil Geländegewinne verzeichnen konnte – von Bedeutung war vor allem die Einnahme des Hajipir-Passes –, gelang es Pakistan, in der Region um Tithwal, Uri und Punch westlich von Srinagar Fuß zu fassen. Die indische Armee erlitt schwere Verluste, weil sie die Präsenz von pakistanischer Artillerie und Panzerverbänden in Chumb übersah.

## Krieg im Punjab
Nach Luftangriffen beider Seiten in den ersten Septembertagen und einem pakistanischen Großangriff auf Kaschmir erklärte Indien am 6. September offiziell den Krieg und überquerte die international anerkannte Staatsgrenze bei Lahore, um zu einer Großoffensive auf die fruchtbaren Ebenen des Punjab und die zweitgrößte Stadt des Nachbarlandes anzusetzen. Pakistan wandte sich an seinen wichtigsten Verbündeten, die USA, anschließend an die befreundete Volksrepublik China, die daraufhin Drohungen an Indien richtete. Die USA belieferten während des Krieges beide Seiten mit Waffen.
Als indische Truppen die Bahnlinie von Sialkot nach Pasrur einnahmen und in Richtung der Grand Trunk Road vorstießen, kam es am 14. September 1965 nahe der pakistanischen Stadt Chawinda zu einer sechs Tage dauernden Schlacht, die mit über 200 Panzern auf jeder Seite als damals größte Panzerschlacht seit Ende des Zweiten Weltkrieges gilt. Nach schweren Verlusten auf beiden Seiten schien der Krieg Mitte September auf eine Pattsituation hinauszulaufen. Indien war zwar zahlenmäßig deutlich überlegen, Pakistan verfügte aber über die technisch bessere Ausrüstung. Derweil bemühten sich die Vereinten Nationen auf Betreiben der neutralen Mächte USA und Sowjetunion angesichts der Gefahr eines möglichen Kriegseintritts der VR China um eine Beendigung des Krieges. Am 20. September verabschiedete der Sicherheitsrat der Vereinten Nationen eine Resolution, in der er zu einem Waffenstillstand aufrief. Beide Kriegsparteien nahmen den Vorschlag an, sodass der Waffenstillstand am 23. September in Kraft treten konnte. Die Zahl der Verluste ist umstritten, da die offiziellen Angaben beider Seiten stark voneinander abweichen. Neutrale Schätzungen gehen von 3800 Toten auf pakistanischer und 3000 auf indischer Seite aus.

## Ergebnisse
Auf einer vom sowjetischen Ministerpräsidenten Alexei Kossygin initiierten Konferenz vom 4. bis 10. Januar 1966 in Taschkent (heute Usbekistan) einigten sich Indiens Premierminister Lal Bahadur Shastri und der pakistanische Präsident Muhammed Ayub Khan in der Deklaration von Taschkent auf die Wiederherstellung des Vorkriegsstandes. Die während des Krieges besetzten Gebiete, nach US-amerikanischen Quellen rund 1840 km² pakistanischen Territoriums durch Indien und 545 km² indischen Staatsgebietes durch Pakistan, wurden rückgängig gemacht. Bis zum 25. Februar wurden alle Truppen zurückgezogen. Der zukünftige Status des von beiden Parteien beanspruchten Kaschmirs blieb jedoch weiterhin ungeklärt. Zudem wurden Indien und Pakistan nun stärker in die machtstrategischen Überlegungen des Kalten Krieges einbezogen.